# Epania abdominalis
Epania abdominalis là một loài bọ cánh cứng trong họ Cerambycidae.